# Orvar

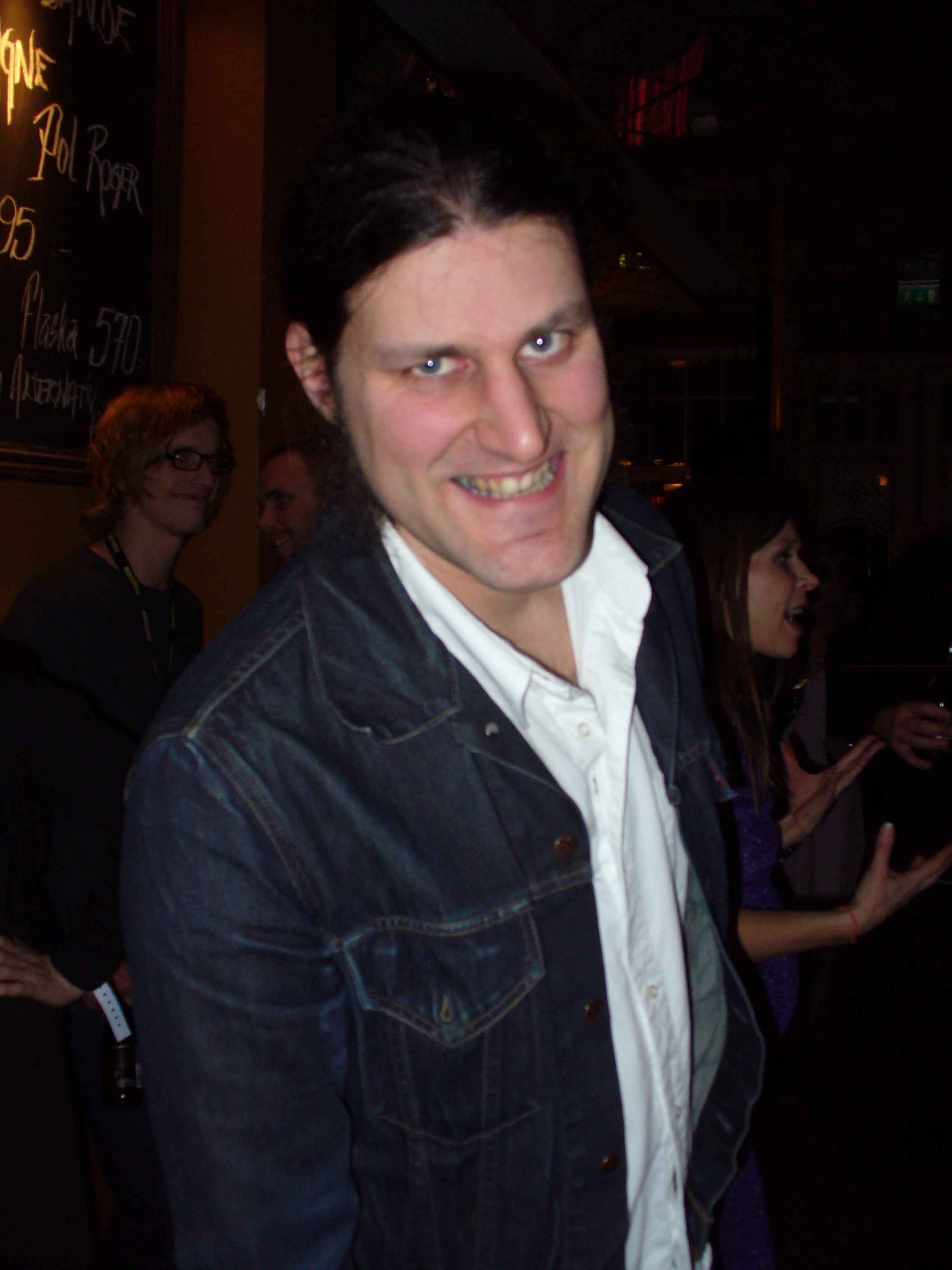
Orvar Säfström

Mansnamnet Orvar är av fornnordiskt ursprung, med betydelsen pil. Jämför engelskans ”arrow” och fornnordiskans ”ǫr”, genitiv ”ǫrvar” (nyisländska ”ör”, ”örvar”).
Egentligen betyder namnet ”pils” eller ”pilens”. Den ursprunglige bäraren av namnet var sagohjälten Ǫrvar‑Odd. Ändelsen ‑ar är en genitivändelse. ”Ǫrvar” betyder alltså ”pils”, och ”Ǫrvar‑Odd” betyder ungefär ”Pilens Udd”. (Ǫ är en bokstav som används för att skriva fornisländska).
På 1800‑talet började Orvar uppfattas som ett förnamn på egen hand utan det senare namnledet ‑Odd. Orvar är belagt som namn sedan 1830, då den nordiska namnrenässansen pågick.
Namnet Orvar var som mest populärt på 1920‐ och 30‑talen. Namnet är för närvarande (2015) inte särskilt vanligt. Några enstaka pojkar i varje årskull får namnet som tilltalsnamn. Den 31 december 2014 fanns totalt 850 personer folkbokförda i Sverige med namnet Orvar, varav 243 med det som tilltalsnamn.
Namnsdag i Sverige: 18 september, (1986–1992: 9 april). I den finlandssvenska namnsdagslängden har Orvar namnsdag 6 juli sedan 2015. Före det hade Orvar namnsdag 29 maj 1929–2014.

## Personer med namnet Orvar
- Orvar Bergmark, fotbolls- och bandyspelare, Sveriges förbundskapten i fotboll, VM-silver 1958
- Orvar Löfgren, professor
- Orvar Nybelin, zoolog, chef för Naturhistoriska museet i Göteborg
- Orvar Nyquist, svensk bergsingenjör
- Orvar Odd, pseudonym för Oscar Patric Sturzen-Becker
- Orvar Stambert, ishockeyspelare
- Orvar Säfström, filmrecensent, f.d. programledare för Filmkrönikan
- Orvar Trolle, svensk simmare
- Orvar Åqvist, svensk direktör och ingenjör